# Jean-Chrisostôme Imbert
Pour les personnes ayant le même patronyme, voir Imbert.
Jean-Chrisostôme Imbert, né le 24 novembre 1779 à Cap-Français (Saint-Domingue) et mort le 21 octobre 1855 à Port-au-Prince (Haïti), est une personnalité politique haïtienne, administrateur général des Finances, chargé du pouvoir exécutif en tant que président intérimaire.

## Biographie
Jean-Chrisostôme Imbert est administrateur général des Finances. Sous le régime politique de Alexandre Pétion, il est chargé du pouvoir exécutif  dans la partie sud de l'île d'Haïti lors de la partition du pays entre le Nord, aux mains de Henri Christophe, et le Sud sous la présidence de Pétion.
Il est à trois reprises président intérimaire d'Haïti ainsi que ministre des Finances sous la République réunifiée d'Haïti.
Jean-Chrisostôme Imbert fut ministre des Finances à plusieurs moments :
- de juillet 1808 à novembre 1808 sous Alexandre Pétion ;
- de mai 1810 à mars 1818 sous Alexandre Petion ;
- d'avril 1818 à février 1842 sous Jean-Pierre Boyer ;
- d'avril 1843 à janvier 1844 dans le Gouvernement provisoire ;
- de janvier 1844 à février 1844 sous Charles Rivière Hérard.

Jean-Chrisostôme Imbert assuma la charge du pouvoir exécutif en tant que président intérimaire :
- du 9 mars au 10 mars 1811 ;
- du 9 mars 1815 au 10 mars 1815 ;
- du 29 mars 1818 au 1er avril 1818.